# Epimenides (cráter)
Epiménides es un cráter de impacto que se encuentra en la parte suroeste de la cara visible de la Luna, justo al este del cráter de extraño aspecto Hainzel. Justo al norte y al noreste se halla el Lacus Timoris, un pequeño mar lunar. Puede pertenecer al Período Pre-Nectárico, de hace entre 4.500 y 3.900 millones de años.
|  |

El borde externo de este cráter es aproximadamente circular, pero bastante desigual debido al terreno irregular en el que se encuentra. El extremo sur interfiere con una formación más pequeña superpuesta a su lado. El suelo interior es relativamente llano y sin rasgos especiales. A unos cinco kilómetros al sureste del margen sur del cráter aparece el cráter satélite (prácticamente circular) Epiménides S, que es casi del mismo tamaño que el cráter principal, mostrando un pequeño cráter lateral en su borde. oriental
El cráter debe su nombre al poeta y adivino cretense del siglo VI a. C. Epimenides.

## Cráteres satélite
Por convención estos elementos son identificados en los mapas lunares poniendo la letra en el lado del punto medio del cráter que está más cerca de Epimenides.
|            | \| Epimenides \| Coordenadas \| Diámetro \| \| ---------- \| ------------------------------ \| -------- \| \| A \| 43°12′S 30°06′O / -43.2, -30.1 \| 15 km \| \| B \| 41°36′S 28°48′O / -41.6, -28.8 \| 10 km \| \| C \| 42°18′S 27°30′O / -42.3, -27.5 \| 4 km \| \| S \| 41°36′S 29°18′O / -41.6, -29.3 \| 26 km \| |          |
| Epimenides | Coordenadas | Diámetro |
| A          | 43°12′S 30°06′O / -43.2, -30.1 | 15 km    |
| B          | 41°36′S 28°48′O / -41.6, -28.8 | 10 km    |
| C          | 42°18′S 27°30′O / -42.3, -27.5 | 4 km     |
| S          | 41°36′S 29°18′O / -41.6, -29.3 | 26 km    |